# Joni Madraiwiwi
Ratu Joni Madraiwiwi (né en 1957 et mort à Suva le 29 septembre 2016) est un avocat, intellectuel, homme d'État et grand chef fidjien. Il fut notamment vice-président de la République de 2004 à 2006.

## Biographie

### Ascendance
Joni Madraiwiwi est issu de l'aristocratie. Son père le docteur J.A.R. Dovi (en) (généralement appelé « Ratu Dovi ») est un chef de l'île de Bau, le premier Fidjien à obtenir un diplôme de médecine (de l'université d'Otago en Nouvelle-Zélande), et le frère cadet de Ratu Sir Lala Sukuna, figure prééminente de l'administration coloniale autochtone et considéré comme le « père de la nation ». Sa mère, Adi Losalini Raravuya Dovi, également issue de l'aristocratie, est l'une des premières femmes membres du Conseil législatif colonial en 1966, parlementaire jusqu'en 1977, et ministre du Développement urbain et de la Protection sociale. L'arrière-grand-mère paternelle de Joni Madraiwiwi, Adi Loaloakubou, était la demi-sœur de Ratu Seru Epenisa Cakobau, premier et dernier roi des Fidji de 1871 à 1874.

### Carrière
Après avoir obtenu une licence en droit à l'université d'Adélaïde (Australie), il travailla comme solliciteur aux Fidji, sous le procureur général, de 1983 à 1991. Pendant sa carrière d'avocat, il apporta notamment « des conseils et services à de nombreux groupes et organisations au sujet du droit traitant des droits de l’Homme et du droit constitutionnel », ainsi que pour les conflits au sein des entreprises. De 1995 à 1997, il présida le Forum constitutionnel des Citoyens, une organisation non gouvernementale dont l'objectif est de promouvoir les droits de l'Homme, la bonne gouvernance, le respect de la Constitution et le multiculturalisme, et d'informer les citoyens à ces sujets. En 1997, il fut nommé juge à la Haute Cour. Parallèlement, il obtint une maîtrise en droit à l'Université McGill (Canada) en 1998. En 2000, il démissionna de ses fonctions de juge, pour protester contre le coup d'État civil de George Speight. En 2002, à la suite de la restauration de la démocratie, il donna des cours magistraux sur les professions du droit à l'université du Pacifique Sud,,,.
En 2004, le vice-président de la République, Ratu Jope Seniloli, démissionna après avoir été reconnu coupable de haute trahison, pour avoir soutenu le coup d'État en 2000. Le président de la République, Ratu Josefa Iloilo, nomina Madraiwiwi à sa succession, et sa nomination fut acceptée par le Grand Conseil des Chefs, qui dispose de la seule autorité constitutionnelle pour nommer le président et le vice-président. Il fut destitué à la suite du coup d'État militaire de décembre 2006, et reprit alors le métier d'avocat. Par la suite, Madraiwiwi critiqua le nouveau gouvernement, du premier ministre auto-proclamé et contre-amiral Voreqe Bainimarama, pour avoir aboli l'État de droit. Il loua l'objectif officiel du nouveau gouvernement à dominante militaire (la mise en place d'une société dénuée de tensions racistes en politique), mais le jugea irréaliste à court terme, et condamna la méthode.
En 2008, lorsqu'une Commission de vérité et de réconciliation fut mise en place aux Îles Salomon, à la suite de conflits interethniques, elle se dota de cinq membres, dont deux devaient être étrangers. Madraiwiwi fut sollicité, et accepta de rejoindre la commission pour œuvrer à la réconciliation de la société salomonaise. La Commission indique qu'il y a apporté « sa très grande expérience en matière des droits de l’Homme ».
En août 2014, il est nommé président de la Cour suprême de la République de Nauru. Il décède à Suva le 29 septembre 2016, et reçoit des funérailles d'État. Il est inhumé sur l'île de Bau le 7 octobre, en présence du premier ministre fidjien Voreqe Bainimarama, du roi des Tonga Tupou VI, et du président de la République de Nauru, Baron Waqa.

### Prises de position
Madraiwiwi est connu pour ses prises de position progressistes sur un ensemble de sujets, souvent à contre-courant de la tendance politique conservatrice dominante parmi les autochtones fidjiens. En mars 2005, alors qu'il était vice-président de la République, il prononça un discours au Rotary Club de Lautoka, affirmant : « Pour bâtir une identité commune [pour tous les habitants des Fidji], nous devons trouver un nom avec lequel nous sommes tous confortables », ajoutant qu’à titre personnel il n’avait aucune objection à ce que les membres de minorités ethniques soient considérés comme ‘fidjiens’. Le sujet est particulièrement sensible. La Constitution de 1997 établit pour la première fois un gentilé commun à tous les citoyens: Fiji Islander. Au moment où Madraiwiwi s'exprimait, le qualificatif 'fidjien' était légalement réservé à la population autochtone, et les nationalistes autochtones, courant politique majoritaire alors au pouvoir, s'opposaient farouchement à l'idée que les minorités ethniques puissent se qualifier de 'fidjiennes',.
Tout en reconnaissant qu'il existe un fort courant d'inquiétude identitaire parmi ses compatriotes autochtones, il a tenté d'arguer que ces inquiétudes étaient infondées, et qu'elles pourraient diminuer grâce à une meilleure promotion du dialogue et des rapports entre individus d'origines ethniques différentes :
« [N]ous ne pouvons pas nier que les références à l’appartenance ethnique peuvent stimuler de puissantes émotions. Nous devons développer […] plus en profondeur les relations par-deçà les frontières ethniques. […] [Nous devons] conserver à l’esprit les craintes et l’insécurité qu’ont les Fidjiens [autochtones] en tant que communauté ethnique. Je reviens encore et encore à ce thème car, bien que je ne partage pas ces craintes, je suis suffisamment fidjien [autochtone] pour comprendre la profondeur de ces émotions. D’une certaine manière, ces craintes sont irrationnelles, puisque objectivement il n’y a rien à craindre. La majeure partie de la terre leur appartient, et elle est inaliénable. Ils constituent plus de la moitié de la population. Leurs droits coutumiers et traditionnels sont protégés par la Constitution. Néanmoins, ils ont peur, et ne se sentent pas en sécurité. Ils craignent la perte de leur identité, de leur langue, de leurs traditions et de leur culture dans cette ère de la mondialisation. Ils craignent d’être laissés de côté dans un milieu de concurrence où ils n’ont pas le temps de s’ajuster. Si nous ne comprenons pas ces peurs, si nous ne les calmons pas, nous n’échapperons pas à une instabilité constante ».
En mai 2008, il déclara, dans un discours devant l'Association des enseignants des Fidji, que l'affirmation d'un statut particulier pour les autochtones, dont découlent certains droits, n'était pas en soi raciste, mais que la reconnaissance de ce statut ne pouvait primer sur les droits de l'Homme universels, ni conférer aux autochtones des droits supérieurs aux citoyens non autochtones.
Il s'est également opposé à l'instauration d'une religion d'État, prônée par certains autochtones, notamment lors des coups d'État nationalistes autochtones de 1987 et de 2000. Lors d'un discours en mars 2005, Madraiwiwi affirma :
« La religion est devenue, de plus en plus, une source de division. Celle-ci a été exacerbée par la tendance des deux principales communautés ethniques [autochtones et Indo-Fidjiens] à appartenir à des religions différentes. Longtemps, la relation entre les personnes de confessions différentes fut adéquate, sinon amicale. Cela changea en 1987, lorsque l’Église méthodiste, en collaboration avec d’autres, tenta d’imposer un État chrétien. Le même refrain revint en 2000. Plus récemment, […] le pillage et l’incendie de lieux de culte non chrétiens constitue une tendance inquiétante à laquelle il nous faut remédier ».
Il a critiqué les « nombreuses églises à travers le pays » qui ont appelé les fidèles à voter pour le Soqosoqo Duavata ni Lewenivanua, le principal parti conservateur à dominante autochtone, qui a intégré la mouvance d'extrême-droite nationaliste au cœur du coup d'État de 2000. Madraiwiwi a dénoncé les prêtres, pasteurs et autres responsables religieux qui prêchent que tout bon chrétien doit voter pour le SDL. De tels appels, selon Madraiwiwi, sont « malvenus et n’ont pas leur place dans une société multiculturelle, multireligieuse comme la nôtre. Ils influencent les esprits susceptibles et, par ce biais, encouragent l’intolérance et l’arrogance ». L'ancien vice-président critique également certaines organisations religieuses indo-fidjiennes, hindoues ou musulmanes, qui, bien que de manière « plus subtile », se veulent associées à la politique.
Par ailleurs, en avril 2005, à l'occasion de l'anniversaire du prophète Mahomet, il appela ses concitoyens à ne pas craindre ni diaboliser l'islam, soulignant les contributions apportées à l'humanité par l'âge d'or islamique, ainsi que les contributions aux Fidji d'une communauté musulmane paisible et bien intégrée.
Madraiwiwi s'est prononcé en faveur d'une décriminalisation des actes homosexuels entre adultes consentants dans leur vie privée. De tels actes, entre hommes, demeurent délictueux et passibles  « d'une peine d'emprisonnement de cinq ans, avec ou sans châtiment corporel », en vertu des articles 175 et 177 du Code pénal. L'Église méthodiste, principale Église du pays, demeure opposée à la décriminalisation des actes homosexuels, organisant des manifestations publiques à ce sujet, tandis que Laisenia Qarase, premier ministre de 2000 à 2006, considère publiquement que la loi fidjienne doit réprimer l'homosexualité car elle est définie comme un péché dans la Bible.

## Titres
Joni Madraiwiwi porte le titre de Roko Tui Bau, grand chef de l'île de Bau dans l'aristocratie fidjienne,. Il est également membre de la noblesse tongienne : En janvier 2010, le roi George Tupou V le nomme à vie à la pairie du Royaume des Tonga, en qualité de 'lord juridique', avec le titre de Lord Madraiwiwi Tangatatonga. À ce titre, il lui est permis de voter (mais non pas de se présenter) aux élections des représentants de la haute noblesse au Parlement tongien,.